# Aleksander Geržina

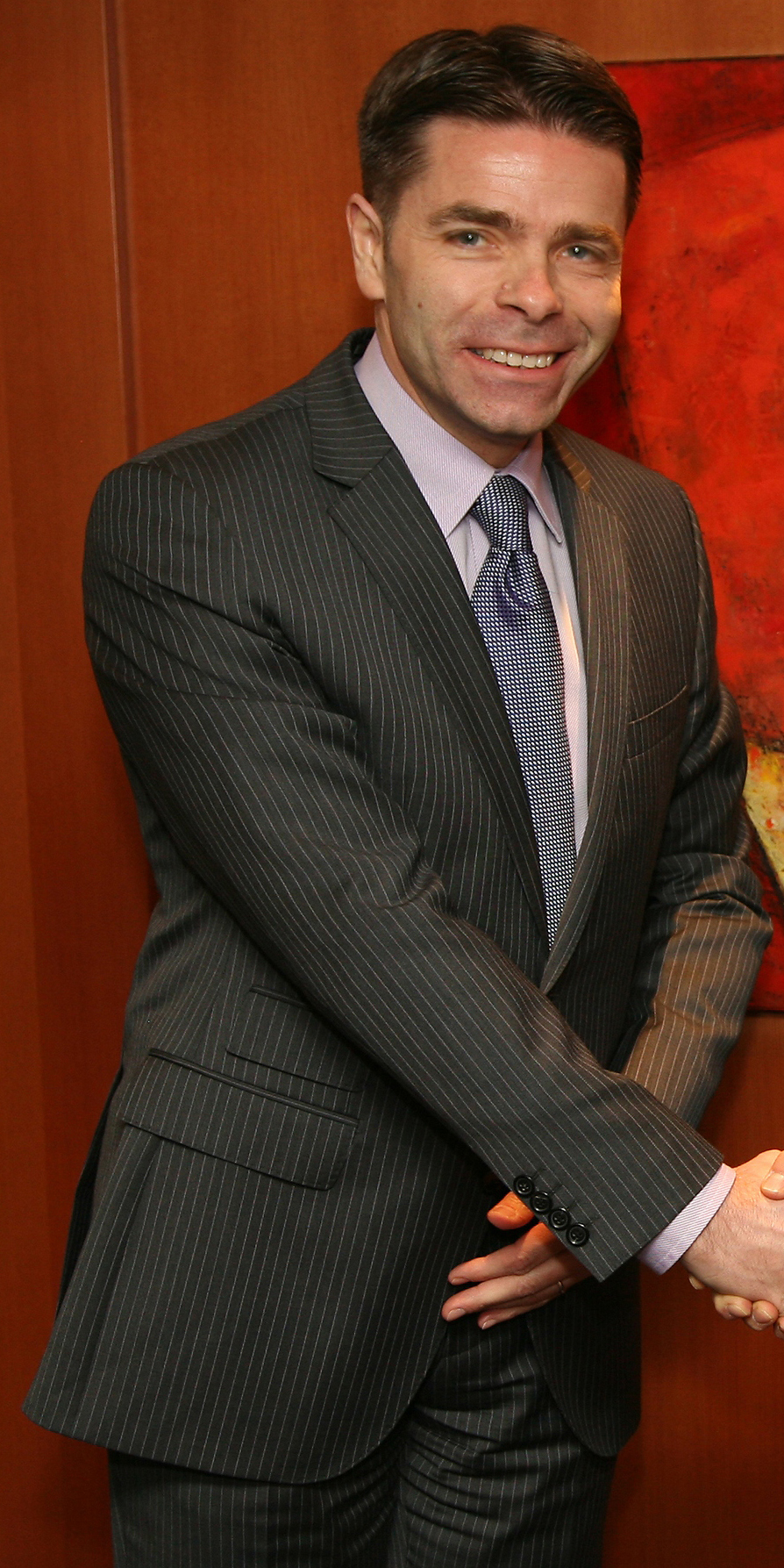
Aleksander Geržina, 2010

Aleksander Geržina (* 19. Juli 1966 in Maribor) ist ein slowenischer Politiker und Diplomat und war von 2009 bis 2013 Botschafter in Österreich, seit 2021 ist er abermals Botschafter in Wien.

## Lebenslauf
Aleksander Geržina wurde 1966 in Maribor (Marburg) geboren. Er studierte an der Universität Ljubljana Geschichte und absolvierte post-graduate-Kurse am Royal United Services Institute (RUSI) in London, der Universität Berlin und der Columbia University.
1992 trat er in den diplomatischen Dienst am Ministerium für Auswärtige Angelegenheiten der Republik Slowenien in Ljubljana. Erste Verwendung war im Amt des Generalsekretärs im Ministerium für auswärtige Angelegenheiten. 1993 war er Attaché bei der Ständigen Vertretung bei der UNO in New York. 1994 war er wieder am Außenministerium in der Abteilung für Europa und Nordamerika tätig.
Von 1994 bis 1996 war er stellvertretender Kabinettschef, parlamentarischer Sekretär des Ministers und Mitglied der Verhandlungsgruppe für den EU-Beitritt Sloweniens, von Februar bis Juni 1996 war er geschäftsführender Kabinettschef. Dann wechselte Geržina wieder in den Auswärtigen Dienst, von 1996 bis 1998 war er I. Botschaftssekretär bei der Ständigen Vertretung bei der EU in Brüssel, 1997 stellvertretender Ständiger Vertreter bei der OPCW (Organisation für das Verbot chemischer Waffen) in Den Haag, und von 1998 bis 2000 stellvertretender Missionschef bei der Ständigen Vertretung bei der NATO und stellvertretender Ständiger Vertreter beim Rat der Westeuropäischen Union (WEU) in Brüssel.
2000 wurde er Staatssekretär (Abteilung EU), 2002 Bevollmächtigter Vertreter bei der EU, und als solcher auch slowenischer Vertreter im Politischen und Sicherheitspolitischen Komitee. 2004, mit dem EU-Beitritt Sloweniens, wurde er Bevollmächtigter Vertreter in der Abteilung II.1. für Nachbarländer als Leiter der Abteilung für Kroatien und auch Projektleiter der Arbeitsgruppe für die slowenische Präsidentschaft der OSZE. 2006 wurde er stellvertretender Leiter der Abteilung EU, und Projektleiter der Arbeitsgruppe für die slowenische EU-Ratspräsidentschaft 1. Halbjahr 2008.
Mit 2008 wurde Geržina dann Vertreter in Zypern. Juni 2009 wechselte er an die Botschaft in Wien. Die Besetzung war über ein Jahr vakant gewesen.

## Persönliches
Aleksander Geržina ist verheiratet und hat einen Sohn.